# Loury
Loury és un municipi francès, situat al departament del Loiret i a la regió de Centre – Vall del Loira. L'any 2007 tenia 2.487 habitants.

## Demografia

### Població
El 2007 la població de fet de Loury era de 2.487 persones. Hi havia 864 famílies, de les quals 140 eren unipersonals (44 homes vivint sols i 96 dones vivint soles), 252 parelles sense fills, 432 parelles amb fills i 40 famílies monoparentals amb fills.
La població ha evolucionat segons el següent gràfic:
Habitants censats

### Habitatges
El 2007 hi havia 955 habitatges, 881 eren l'habitatge principal de la família, 31 eren segones residències i 43 estaven desocupats. 894 eren cases i 57 eren apartaments. Dels 881 habitatges principals, 751 estaven ocupats pels seus propietaris, 123 estaven llogats i ocupats pels llogaters i 7 estaven cedits a títol gratuït; 4 tenien una cambra, 38 en tenien dues, 86 en tenien tres, 212 en tenien quatre i 541 en tenien cinc o més. 788 habitatges disposaven pel capbaix d'una plaça de pàrquing. A 273 habitatges hi havia un automòbil i a 564 n'hi havia dos o més.

### Piràmide de població
La piràmide de població per edats i sexe el 2009 era:
| Homes | Edats   | Dones |
| ----- | ------- | ----- |
| 0     | 95 o +  | 0     |
| 4     | 90 a 94 | 4     |
| 16    | 85 a 89 | 8     |
| 0     | 80 a 84 | 20    |
| 16    | 75 a 79 | 12    |
| 36    | 70 a 74 | 36    |
| 28    | 65 a 69 | 60    |
| 40    | 60 a 64 | 36    |
| 52    | 55 a 59 | 40    |
| 80    | 50 a 54 | 64    |
| 92    | 45 a 49 | 96    |
| 68    | 40 a 44 | 96    |
| 108   | 35 a 39 | 80    |
| 60    | 30 a 34 | 56    |
| 52    | 25 a 29 | 64    |
| 48    | 20 a 24 | 48    |
| 96    | 15 a 19 | 64    |
| 76    | 10 a 14 | 88    |
| 48    | 5 a 9   | 60    |
| 88    | 0 a 4   | 52    |

## Economia
El 2007 la població en edat de treballar era de 1.641 persones, 1.323 eren actives i 318 eren inactives. De les 1.323 persones actives 1.257 estaven ocupades (677 homes i 580 dones) i 66 estaven aturades (26 homes i 40 dones). De les 318 persones inactives 128 estaven jubilades, 108 estaven estudiant i 82 estaven classificades com a «altres inactius».

### Ingressos
El 2009 a Loury hi havia 894 unitats fiscals que integraven 2.538 persones, la mediana anual d'ingressos fiscals per persona era de 21.147 €.

### Activitats econòmiques
Dels 91 establiments que hi havia el 2007, 1 era d'una empresa extractiva, 2 d'empreses alimentàries, 1 d'una empresa de fabricació de material elèctric, 4 d'empreses de fabricació d'altres productes industrials, 19 d'empreses de construcció, 16 d'empreses de comerç i reparació d'automòbils, 2 d'empreses de transport, 3 d'empreses d'hostatgeria i restauració, 4 d'empreses d'informació i comunicació, 6 d'empreses financeres, 2 d'empreses immobiliàries, 10 d'empreses de serveis, 13 d'entitats de l'administració pública i 8 d'empreses classificades com a «altres activitats de serveis».
Dels 25 establiments de servei als particulars que hi havia el 2009, 1 era una oficina de correu, 1 una oficina bancària, 2 tallers de reparació d'automòbils i de material agrícola, 6 paletes, 2 guixaires pintors, 3 fusteries, 3 lampisteries, 3 electricistes, 2 perruqueries, 1 restaurant i 1 saló de bellesa.
Dels 4 establiments comercials que hi havia el 2009, 1 era un hipermercat, 1 una botiga de menys de 120 m² i 2 carnisseries.
L'any 2000 a Loury hi havia 19 explotacions agrícoles que ocupaven un total de 1.260 hectàrees.

## Equipaments sanitaris i escolars
L'únic equipament sanitari que hi havia el 2009 era una farmàcia.
El 2009 hi havia 1 escola maternal i 1 escola elemental.

## Poblacions més properes
El següent diagrama mostra les poblacions més properes.